# Norwich (New York)
Norwich is een plaats (city) in de Amerikaanse staat New York, en valt bestuurlijk gezien onder Chenango County.

## Demografie
Bij de volkstelling in 2000 werd het aantal inwoners vastgesteld op 7355.
In 2006 is het aantal inwoners door het United States Census Bureau geschat op 7203, een daling van 152 (-2,1%).

## Geografie
Volgens het United States Census Bureau beslaat de plaats een oppervlakte van
5,3 km², geheel bestaande uit land. Norwich ligt op ongeveer 448 m boven zeeniveau.

## Plaatsen in de nabije omgeving
De onderstaande figuur toont nabijgelegen plaatsen in een straal van 20 km rond Norwich.